# 第58回ゴールデングローブ賞
第58回ゴールデングローブ賞（だい58かいゴールデングローブしょう）は、2001年1月21日に授賞式が行われた。

## 主な受賞

### 映画

#### 作品賞（ドラマ部門）
- 『グラディエーター』
- 『リトル・ダンサー』
- 『エリン・ブロコビッチ』
- 『トラフィック』
- 『ワンダー・ボーイズ』

#### 作品賞（ミュージカル・コメディ部門）
- 『あの頃ペニー・レインと』
- 『ドッグ・ショウ!』
- 『チキンラン』
- 『ショコラ』
- 『オー・ブラザー!』

#### 主演男優賞（ドラマ部門）
- トム・ハンクス - 『キャスト・アウェイ』
- ハビエル・バルデム - 『夜になるまえに』
- ラッセル・クロウ - 『グラディエーター』
- マイケル・ダグラス - 『ワンダー・ボーイズ』
- ジェフリー・ラッシュ - 『クイルズ』

#### 主演男優賞（ミュージカル・コメディ部門）
- ジョージ・クルーニー - 『オー・ブラザー!』
- ジム・キャリー - 『グリンチ』
- ジョン・キューザック - 『ハイ・フィデリティ』
- ロバート・デ・ニーロ - 『ミート・ザ・ペアレンツ』
- メル・ギブソン - 『ハート・オブ・ウーマン』

#### 主演女優賞（ドラマ部門）
- ジュリア・ロバーツ - 『エリン・ブロコビッチ』
- ジョアン・アレン - 『ザ・コンテンダー』
- ビョーク - 『ダンサー・イン・ザ・ダーク』
- エレン・バースティン - 『レクイエム・フォー・ドリーム』
- ローラ・リニー - 『ユー・キャン・カウント・オン・ミー』

#### 主演女優賞（ミュージカル・コメディ部門）
- レネー・ゼルウィガー - 『ベティ・サイズモア』
- ジュリエット・ビノシュ - 『ショコラ』
- ブレンダ・ブレッシン - Saving Grace
- サンドラ・ブロック - 『デンジャラス・ビューティー』
- トレイシー・ウルマン - 『おいしい生活』

#### 助演男優賞
- ベニチオ・デル・トロ - 『トラフィック』
- ジェフ・ブリッジス - 『ザ・コンテンダー』
- ウィレム・デフォー - 『シャドウ・オブ・ヴァンパイア』
- アルバート・フィニー - 『エリン・ブロコビッチ』
- ホアキン・フェニックス - 『グラディエーター』

#### 助演女優賞
- ケイト・ハドソン - 『あの頃ペニー・レインと』
- ジュディ・デンチ - 『ショコラ』
- フランシス・マクドーマンド - 『あの頃ペニー・レインと』
- ジュリー・ウォルターズ - 『リトル・ダンサー』
- キャサリン・ゼタ＝ジョーンズ - 『トラフィック』

#### 監督賞
- アン・リー - 『グリーン・デスティニー』
- スティーブン・ダルドリー - 『リトル・ダンサー』
- リドリー・スコット - 『グラディエーター』
- スティーヴン・ソダーバーグ - 『エリン・ブロコビッチ』
- スティーヴン・ソダーバーグ - 『トラフィック』

#### 外国語映画賞
- 『グリーン・デスティニー』
- 『アモーレス・ペロス』
- 『マレーナ』
- 『ペッピーノの百歩』
- 『サン・ピエールの生命』

#### 作曲賞
- 『グラディエーター』 - ハンス・ジマー、リサ・ジェラード
- 『ショコラ』 - レイチェル・ポートマン
- 『グリーン・デスティニー』 - 譚盾
- 『マレーナ』 - エンニオ・モリコーネ
- 『太陽の雫』- モーリス・ジャール

#### 主題歌賞
- "w:Things Have Changed" by ボブ・ディラン - 『ワンダー・ボーイズ』
- "w:I've Seen It All" by ビョーク - 『ダンサー・イン・ザ・ダーク』
- "One in a Million" by ボッソン - 『デンジャラス・ビューティー』
- "w:My Funny Friend and Me" by  スティング - 『ラマになった王様』
- "When You Come Back to Me Again" by ガース・ブルックス - 『オーロラの彼方へ』

#### 脚本賞
- 『トラフィック』 - スティーヴン・ギャガン
- 『あの頃ペニー・レインと』 - キャメロン・クロウ
- 『クイルズ』 - ダグ・ライト
- 『ワンダー・ボーイズ』 - スティーヴ・クローヴス
- 『ユー・キャン・カウント・オン・ミー』 - ケネス・ロナーガン

### テレビ

#### 作品賞（ドラマシリーズ）
- 『ザ・ホワイトハウス』
- 『CSI:科学捜査班』
- 『ER緊急救命室』
- 『ザ・プラクティス ボストン弁護士ファイル』
- 『ザ・ソプラノズ 哀愁のマフィア』

#### 作品賞（コメディシリーズ）
- 『セックス・アンド・ザ・シティ』
- 『アリー my Love』
- 『そりゃないぜ!? フレイジャー』
- 『マルコム in the Middle』
- 『ウィル&グレイス』

#### 作品賞（ミニシリーズ/テレビ映画）
- 『ダーティ・ピクチャー 禁断の写真』
- 『FAIL SAFE 未知への飛行』
- 『アメリカン・ジャスティス』
- 『ニュルンベルク軍事裁判』
- 『エンド・オブ・ザ・ワールド』

#### 主演男優賞（ドラマシリーズ）
- マーティン・シーン -『ザ・ホワイトハウス』
- アンドレ・ブラウアー -w:Gideon's Crossing
- ジェームズ・ガンドルフィーニ -『ザ・ソプラノズ 哀愁のマフィア』
- ロブ・ロウ -『ザ・ホワイトハウス』
- ディラン・マクダーモット -『ザ・プラクティス ボストン弁護士ファイル』

#### 主演男優賞（コメディシリーズ）
- ケルシー・グラマー -『そりゃないぜ!? フレイジャー』
- テッド・ダンソン - Becker
- エリック・マコーマック -『ウィル&グレイス』
- フランキー・ムニッズ -『マルコム in the Middle』
- レイ・ロマーノ -『HEY!レイモンド』

#### 主演男優賞（ミニシリーズ/テレビ映画）
- ブライアン・デネヒー -『セールスマンの死』
- アレック・ボールドウィン -『ニュルンベルク軍事裁判』
- ブライアン・コックス -『ニュルンベルク軍事裁判』
- アンディ・ガルシア -『愛と哀しみのキューバ』
- ジェームズ・ウッズ -『ダーティ・ピクチャー 禁断の写真』

#### 主演女優賞（ドラマシリーズ）
セーラ・ウォード – w:Once and Again
- ジェシカ・アルバ -『 ダークエンジェル』
- ロレイン・ブラッコ -『ザ・ソプラノズ 哀愁のマフィア』
- エイミー・ブレネマン – w:Judging Amy
- イーディ・ファルコ -『ザ・ソプラノズ 哀愁のマフィア』
- サラ・ミシェル・ゲラー -『バフィー 〜恋する十字架〜』
- ローレン・グレアム -『ギルモア・ガールズ』

#### 主演女優賞（コメディシリーズ）
- サラ・ジェシカ・パーカー -『セックス・アンド・ザ・シティ』
- キャリスタ・フロックハート -『アリー my Love』
- ジェーン・カツマレク -『マルコム in the Middle』
- デブラ・メッシング -『ウィル&グレイス』
- ベット・ミドラー - Bette

#### 主演女優賞（ミニシリーズ/テレビ映画）
- ジュディ・デンチ -『ザ・ブロンド爆弾 最後のばら』
- ホリー・ハンター -『アメリカン・ジャスティス』
- クリスティーン・ラーティ - w:An American Daughter
- フランセス・オコナー -『ボヴァリー夫人』
- レイチェル・ウォード -『エンド・オブ・ザ・ワールド』
- アルフレ・ウッダード -『ホリデー・ハート』

#### 助演男優賞
- ロバート・ダウニー・Jr -『アリー my Love』
- ショーン・ヘイズ -『ウィル&グレイス』
- ジョン・マホーニー -『そりゃないぜ!? フレイジャー』
- デヴィッド・ハイド・ピアース -『そりゃないぜ!? フレイジャー』
- クリストファー・プラマー -『O.J.シンプソン裁判』
- ブラッドリー・ウィットフォード -『ザ・ホワイトハウス』

#### 助演女優賞
- ヴァネッサ・レッドグレイヴ -『ウーマン ラブ ウーマン』
- キム・キャトラル -『セックス・アンド・ザ・シティ』
- フェイ・ダナウェイ -『ランニング・メイツ/彼女たちの大統領選』
- アリソン・ジャネイ -『ザ・ホワイトハウス』
- メーガン・ムラリー -『ウィル&グレイス』
- シンシア・ニクソン -『セックス・アンド・ザ・シティ』